# Bridey Delaney
Bridey Delaney (ur. 16 lipca 1989) – australijska lekkoatletka specjalizująca się w biegach średniodystansowych.
Piąta zawodniczka biegu na 1500 metrów podczas mistrzostw świata juniorów w Bydgoszczy (2008). W 2013 zdobyła brązowy medal IAAF World Relays.
Złota medalistka mistrzostw Australii. 

## Osiągnięcia
| Rok  | Impreza                                   | Miejsce   | Konkurencja              | Lokata      | Wynik    |
| ---- | ----------------------------------------- | --------- | ------------------------ | ----------- | -------- |
| 2008 | Mistrzostwa świata juniorów               | Bydgoszcz | bieg na 1500 metrów      | 5. miejsce  | 4:21,20  |
| 2009 | Uniwersjada                               | Belgrad   | bieg na 1500 metrów      | 9. miejsce  | 4:20,62  |
| 2014 | IAAF World Relays                         | Nassau    | sztafeta 4 × 1500 metrów | 3. miejsce  | 17:08,65 |
| 2017 | Mistrzostwa świata w biegach przełajowych | Kampala   | bieg seniorek            | 81. miejsce | 39:51    |

## Rekordy życiowe
- Bieg na 800 metrów – 2:05,18 (2014)
- Bieg na 1500 metrów – 4:10,32 (2011)
- Bieg na milę – 4:34,14 (2012)

W maju 2014 weszła w skład australijskiej sztafety 4 × 1500 metrów, która z czasem 17:08,65 ustanowiła aktualny rekord Australii i Oceanii.